# さよーならまたいつか!
「さよーならまたいつか！」は、日本のシンガーソングライター・米津玄師の楽曲。配信限定シングルとしてSony Music Labelsより2024年4月8日に各音楽配信サービスにてリリースされた。

## 概要
本作は2024年4月より放送が始まったNHK連続テレビ小説「虎に翼」の主題歌として書き下ろされた。主題歌担当発表に際して、米津は次のようにコメントしている。
まさか夜中でばかり生きている自分が朝ドラの曲を作ることになるとは思いもしませんでした。寅子の生き様に思いを馳せ、男性である自分がどのようにこのお話に介入すべきか精査しつつ「毎朝聴けるものを」と意気込み作りました。よろしくお願いします。
共同編曲には米津と初タッグとなるトオミヨウが参加している。
本楽曲は同年大晦日放送の『第75回NHK紅白歌合戦』にて披露された。

## リリースとプロモーション
前作「地球儀」以来約8か月半ぶり、配信限定シングルとしては「月を見ていた」以来約9か月半ぶりの新曲リリースとなった。
3月25日には楽曲の公開にさきがけ、山田智和によるアーティスト写真が公開された。写真にはレッドオレンジ色のパワーショルダーを着た三つ編み姿の米津が写されている。
4月1日、「虎に翼」初回放送のオープニング映像にて楽曲が解禁となった。同日にはそのオープニング映像のノンクレジット版がNHKの公式YouTubeチャンネルにて公開されたほか、同曲のリリース日が発表された。
4月12日、「虎に翼」の総合テレビの本放送終了時刻である午前8時15分に山田智和が監督を務めたミュージックビデオが公開された。

## チャート成績
配信開始後、各配信サイトのデイリーランキングおよびリアルタイムランキングで軒並み1位を獲得し、合わせて29冠を獲得した。
4月17日発表のオリコン週間デジタルシングル（単曲）ランキングで1位を獲得。自身通算15作品目の首位獲得となり、同ランキングの歴代最多1位獲得作品数を自己更新した。また、同日発表のBillboard Japan Download Songsチャートでも1位を獲得し、Billboard Japan Hot 100では週間2位にランクインした。
翌週の4月24日発表のオリコンおよびBillboard Japanのダウンロードチャートでは週間1位をキープしたほか、Billboard Japan Streaming Songsでは順位を上げ、7位にランクインした。
6月7日に発表されたBillboard Japan Download Songsの2024年上半期チャートでは7位を獲得した。
8月28日発表のオリコン週間ストリーミングランキングおよびBillboard Japanチャートにて、ストリーミングの累計再生回数が1億回を超えたことが発表された。

### 認定
|                | 認定（RIAJ） | 売上 / 再生回数    |
| -------------- | ------------ | ------------------ |
| ダウンロード   | ゴールド     | 100,000 DL         |
| ストリーミング | プラチナ     | 100,000,000 回再生 |

## 収録内容
| #         | タイトル                   | 作詞・作曲 | 編曲                 | 時間 |
| --------- | -------------------------- | ---------- | -------------------- | ---- |
| 1.        | 「さよーならまたいつか！」 | 米津玄師   | 米津玄師、トオミヨウ | 3:21 |
| 合計時間: | 合計時間:                  | 合計時間:  | 合計時間:            | 3:21 |

## タイアップ
- NHK連続テレビ小説「虎に翼」主題歌[2]